# Enterobiasis
La enterobiasis es una infestación por el Enterobius vermicularis. Se trata de un nematodo parásito del intestino grueso cuyas hembras, de 11mm de longitud aproximadamente, migran de noche a la región anal para poner huevos, las cuales después de poner 1000 huevos mueren, provocando un intenso prurito. La enfermedad se conoce también como oxiuriasis, en referencia a la familia Oxyuridae a la que pertenece el género Enterobius. Es uno de los parásitos intestinales más frecuentes.

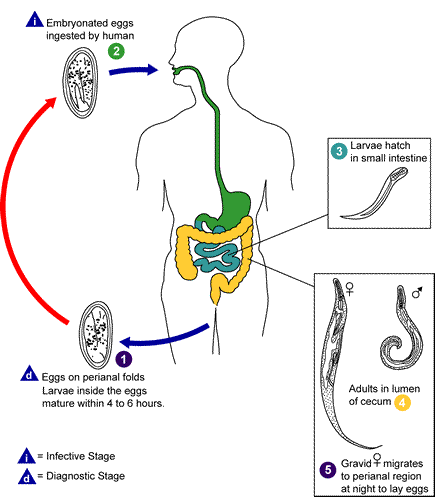
Ciclo de vida de E. vermicularis.

## Síntomas
Los síntomas son mayormente mecánicos, pueden incluir dolor y prurito intensos alrededor del ano, sobre todo durante el descanso nocturno, alteración del sueño y pérdida de peso. El prurito favorece la reinfestación con los huevos que se introducen debajo de las uñas con el rascado, contaminando las manos y facilitando su ingesta. También se pueden propagar por el aire y ser inhalados. Los huevos ingeridos eclosionan en el duodeno y maduran en el intestino grueso, donde se alojan.

## Tratamiento
Puede tratarse con albendazol, mebendazol, piperazina o, más comúnmente, con pamoato de pirantel. La prevención incluye ducharse diariamente y lavarse bien las manos después de defecar y antes de cada comida para evitar la reinfestación. Toda la ropa contaminada (pijamas, ropa de cama, ropa interior) debe lavarse diariamente. Se recomienda repetir el tratamiento a las dos semanas.

## Epidemiología
El parásito afecta a todas las clases socioeconómicas de cualquier región del mundo. Sin embargo, es más común en climas templados y en malas condiciones higiénicas. Se registran anualmente 500 millones de infestaciones, el 50% de ellas en niños.